# Рівнокрилі
Рівнокри́лі або рівнокри́лі хо́ботні (Homoptera) — ряд комах, що виділявся раніше. Проведені в 90-х роках ХХ ст. дослідження морфології та аналіз первинної послідовності ДНК виявили парафілетичне походження даної групи. У сучасній класифікації включено до ряду напівтвердокрилі. Не слід плутати з прямокрилими. За прийнятою раніше класифікацією ряд поділявся на п'ять підрядів: цикади, тлеві, листоблішки, кокциди, білокрилки.

## Будова
Розміри тіла рівнокрилих хоботних складають від 0,5 мм до 5-6 см. Найбільш дрібні форми - попелиці, найбільш великі - співочі цикади. У кожній особині розрізняють голову, груди і черевце. З'єднання голови з грудьми непорушне. Голова незначно скошена дозаду. На голові розташована пара фасеточних очей, у деяких помітні ще й 2-3 простих вічка. Ниткоподібні вусики є органами дотику і нюху. Ротові органи у вигляді членистого хоботка колюче-сисного типу. Верхні і нижні щелепи видозмінені в колючі стилети. Дві пари стилетів комахи прикриті верхньої та нижньої губами. У деяких видів рівнокрилих ротовий апарат недорозвинений або зовсім відсутній.

## Склад
- Sternorrhyncha (попелиці, червці) — 17 000 видів;
- Auchenorrhyncha (цикади) — 35 000 видів;
- Coleorrhyncha — 25 видів.